# Pawel Nikodem
Pawel Nikodem (Gród Ciszynski, 22 de setembro de 1892 — São Lourenço do Oeste, 20 de julho de 1982) foi funcionário do consulado polonês, redator, historiador e militante cultural polonês que imigrou para o Brasil na década de 1920.

## Biografia
Na Polônia, de família protestante, ingressou na Universidade de Cracóvia em 1912, cursando Filosofia,
tendo se envolvido ativamente com as legiões de Pilsudski na época da Primeira Guerra Mundial. Após a guerra atuou como co-redator da Gazeta Polska também em Cracóvia. Chega ao Brasil em 1 de janeiro de 1920 como conselheiro cultural dentro do corpo de funcionários diplomáticos.